# Зуранолон
Зуранолон (англ. Zuranolone), який продається під торговою маркою «Зурзуве» — препарат, який використовується для лікування післяпологової депресії. Препарат застосовуються перорально.
Найбільш поширеними побічними ефектами зуранолону є сонливість, запаморочення, діарея, підвищена втомлюваність, назофарингіт та інфекції сечовивідних шляхів. Зуранолон є перорально активним інгібуючим прегнановим нейростероїдом, та діє як позитивний алостеричний модулятор ГАМКA-рецептора. Зуранолон був схвалений для медичного використання в США для лікування післяпологової депресії в серпні 2023 року. Препарат був розроблений компаніями «Sage Therapeutics» and «Biogen».

## Медичне використання
Зуранолон показаний для лікування післяпологової депресії.

## Побічні ефекти
Найбільш поширеними побічними ефектами зуранолону є сонливість, запаморочення, діарея, підвищена втомлюваність, назофарингіт та інфекції сечовивідних шляхів. Етикетка FDA США містить попередження про те, що зуранолон може впливати на здатність людини керувати автомобілем і виконувати інші потенційно небезпечні дії. Застосування зуранолону може викликати суїцидальні думки та поведінку. Зуранолон також може завдати шкоди плоду.

## Історія
Зуранолон був розроблений як удосконалення внутрішньовенного нейростероїду брексанолону з високою пероральною біодоступністю та біологічним періодом напіввиведення, придатним для прийому один раз на добу. Період напіврозпаду зуранолону становить приблизно 16-23 години, у порівнянні з приблизно 9 годинами для брексанолону.
Ефективність зуранолону для лікування післяпологової депресії у дорослих була продемонстрована в двох рандомізованих подвійних сліпих плацебо-контрольованих багатоцентрових дослідженнях. Учасниками дослідження були жінки з післяпологовою депресією, які відповідали критеріям «Діагностичного та статистичного посібника з психічних розладів» для серйозного депресивного епізоду, та чиї симптоми з'явилися в третьому триместрі або протягом чотирьох тижнів після пологів. У дослідженні 1 учасники отримували 50 мг зуранолону або плацебо один раз на день увечері протягом 14 днів. У дослідженні 2 учасники отримували інший продукт зуранолону, який приблизно дорівнював 40 мг зуранолону або плацебо, також протягом 14 днів. За учасниками обох досліджень спостерігали щонайменше чотири тижні після 14-денного лікування. Первинною кінцевою точкою обох досліджень була зміна симптомів депресії з використанням загальної оцінки за 17-пунктовою шкалою оцінки депресії Гамільтона, виміряної на 15 день. Учасники груп зуранолону показали значно більше покращення своїх симптомів порівняно з тими в групах плацебо. Ефект лікування зберігався на 42-й день — через 4 тижні після останньої дози зуранолону.

## Суспільство і культура
Зуранолон є міжнародною непатентованою назвою.

### Правовий статус
У серпні 2023 року FDA схвалило зуранолон для лікування післяпологової депресії. FDA задовольнило заявку на пріоритетну перевірку та швидке визначення зуранолону. Схвалення торгової марки «Зурзуве» було надано компанії «Sage Therapeutics, Inc.».
Зуранолон також розроблявся для лікування великого депресивного розладу, але заявка на це використання отримала відмову від FDA через недостатню кількість доказів ефективності.
У США зуранолон є контрольованою речовиною Списку IV.

## Дослідження
У рандомізованому, плацебо-контрольованому дослідженні III фази для оцінки його ефективності та безпеки для лікування великого депресивного розладу суб'єкти в групі зуранолону (50 мг зуранолону перорально один раз на день протягом 14 днів) зазнали статистично значущого та стійкого покращення симптомів депресії (як виміряно за шкалою Гамільтона) протягом усього періоду лікування та періодів спостереження під час дослідження.
Інші дослідження препарату включають безсоння, депресію внаслідок біполярного розладу, есенціальний тремор і хворобу Паркінсона.